# El Liberal (Santiago del Estero)
El Liberal es un diario matutino que se edita desde el 3 de noviembre de 1898 en la ciudad de Santiago del Estero, Argentina. Forma parte de los diarios provinciales con mayor tirada y ejemplares vendidos.

## Historia
El Liberal fue fundado por el activista político cordobés Juan Figueroa el 3 de noviembre de 1898. Su primera tirada fue de 200 ejemplares, en una edición que los medios recuerdan como "casi artesanal", dado que se imprimió con una prensa manual. 
En los primeros años estuvo ubicado en la calle Buenos Aires N° 136, propiedad del Dr. Napoleón Taboada (Casa de los Taboada). La primera tirada de 200 ejemplares fue realizada en una imprenta cedida en préstamo por Vicente Rodríguez y que había pertenecido al diario El País. 
En sus orígenes salía a la venta en el horario vespertino, y su casa central estaba justamente en la antigua casona Taboada hasta 1911, donde luego arrendarán en años sucesivos casas en la calle 9 de julio hasta obtener su propio edificio en 1926 en la calle Libertad N° 251, y tres años más tarde el diario fue vendido a dos abogados, José y Antonio Castiglione; el primero ejercería la dirección del diario hasta su muerte, siendo sucedido por su hermano menor, Antonio, quienes redefinieron la orientación del diario, cambiándolo de vespertino a matutino y dejando su característica de tribuna de opinión a un formato periodístico e informativo.
A la muerte de Antonio Castiglione, en 1989 la dirección editorial del diario estuvo a cargo de Aldo Castiglione (hijo de José) y la dirección ejecutiva a cargo de Julio César Castiglione (hijo de Antonio).
En abril de 1996, puso en marcha la actual rotativa, cuyo montaje fue dirigido por técnicos alemanes con una capacidad de impresión de 40.000 ejemplares de 36 páginas por hora, y un trabajo de rediseño dirigido por el doctor Mario García. El color se incorporó el 23 de agosto de ese mismo año.

En 1997 recibió el premio de la Fundación Invertir Argentina y en ese año fue sede de un seminario organizado por la Sociedad Interamericana de Prensa (SIP), sobre reorganización de la redacción y creatividad periodística.

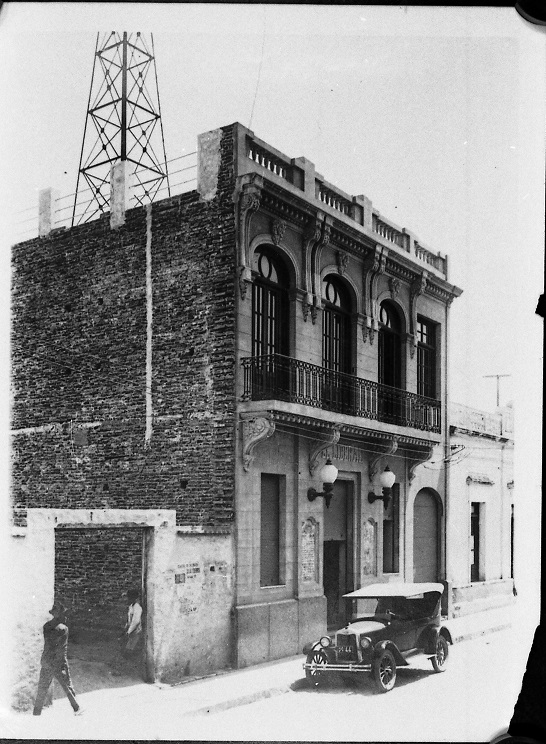
Foto de la fachada de la sede del Diario El Liberal en abril de 1928.

La familia Castiglione tuvo el control del diario hasta el 7 de mayo de 2009, fecha en que se efectiviza el control del rotativo por parte del Grupo Ick. El director del rotativo en la actualidad es el Lic. Gustavo Ick. El Grupo Ick es dueño de EDESE (Empresa Distribuidora de Electricidad de Santiago del Estero), de Canal 7, de Radio Meridiano, de Radio Panorama, del Portal Radio Panorama, del Cementerio Privado Parque de la Paz, del Hotel Amerian, del Hotel Coventry y del Hotel Carlos V.
El 3 de noviembre de 2023, el Diario El Liberal recibieron la mención de honor "Juan Bautista Alberdi" en la Cámara de Diputados de la Nación al cumplirse 125° aniversario de su fundación y en reconocimiento a su trayectoria y compromiso con los valores democráticos y republicanos.

## Posición editorial
El Liberal nació como un periódico nacionalista, de orientación laicista y de fuerte defensa y promoción de los derechos civiles y políticos. Con la gestión de la familia Castiglione, el diario se orienta a un periodismo informativo, abre sus páginas a la Iglesia Católica, y en sus editoriales muestra una postura de centro.
En el año 2000, la Sociedad Interamericana de Prensa denunció una supuesta persecución política y judicial contra el diario por parte del gobernador de Santiago del Estero, Carlos Juárez, en aparente represalia por sus denuncias periodísticas en su contra.